# Айзек, Оскар
О́скар А́йзек Эрна́ндес Эстра́да (исп. Óscar Isaac Hernández Estrada; род. 9 марта 1979, Гватемала, Гватемала) — американский актёр. В 2017 году журнал Vanity Fair признал Айзека лучшим актёром своего поколения. В 2020 году он вошёл в список 25 величайших актёров XXI века по версии The New York Times. Лауреат «Золотого глобуса» и номинант на «Эмми». В 2016 году он попал в список ста наиболее влиятельных людей мира по мнению журнала Time.
Айзек родился в Гватемале и переехал со своей семьей в США ещё ребёнком. Подростком играл в панк-группе, выступал в спектаклях и дебютировал в кино в небольшой роли. Айзек окончил Джульярдскую школу и, будучи характерным актёром, сыграл во многих фильмах 2000-х годов. Айзек сыграл первую главную роль в библейской драме «Божественное рождение». За роль политического лидера Жозе Рамуша-Орты в австралийском фильме «Балибо» Айзек был награждён премией AACTA за лучшую мужскую роль второго плана. Получил признание благодаря второстепенным ролям в «Робин Гуде» и «Драйве». Прорывом в карьере Айзека стала роль певца Льюина Дэвиса в музыкальной драме «Внутри Льюина Дэвиса», принёсшей актёру номинацию на «Золотой глобус».
Карьера Айзека развивалась главными ролями в криминальной драме «Самый жестокий год», триллере «Из машины» и кинокомиксе «Люди Икс: Апокалипсис». Благодаря роли По Дэмерона в трилогии сиквелов «Звёздных войн» Айзек стал мировой звездой. Он спродюсировал историческую драму «Операция „Финал“» и сыграл в ней главную роль. Также Айзек сыграл в научно-фантастических фильмах «Аннигиляция» и «Дюна», криминальной драме «Холодный расчёт» и озвучил анимационный кинокомикс «Человек-паук: Паутина вселенных».
На телевидении Айзек сыграл главную роль в трёх мини-сериалах: «Покажите мне героя», принёсший Айзеку премию «Золотой глобус», «Сцены из супружеской жизни» и «Лунный рыцарь». Среди его работ в театре: «Ромео и Джульетта», «Гамлет» и «Плакат в окне Сиднея Брустайна».

## Биография

### Ранние годы (1979–2004)
Оскар Айзек Эрнандес Эстрада родился 9 марта 1979 года в городе Гватемала в семье матери-гватемалки Марии Эухении Эстрада Николле и отца-кубинца Оскара Гонсало Эрнандеса-Кано, пульмонолога. У него есть старшая сестра, ученый-климатолог Николь, и младший брат, журналист Майк. Когда Айзеку было пять месяцев, его семья иммигрировала в США и часто перемещалась по стране: сначала в Балтимор, потом в Новый Орлеан и в итоге поселилась в Майами. В 2006 году Айзек получил гражданство США. Он имеет французское происхождение по линии деда. Айзек ходил в Вестминстерскую христианскую школу в Южной Флориде. В 10 лет Айзек снял любительский фильм под названием «Мститель», в котором он сыграл две противоположные роли. Также Айзек играл в школьных спектаклях. Выступление перед людьми помогло ему испытать счастье и снять напряжение, когда его родители разводились, а мама заболела.

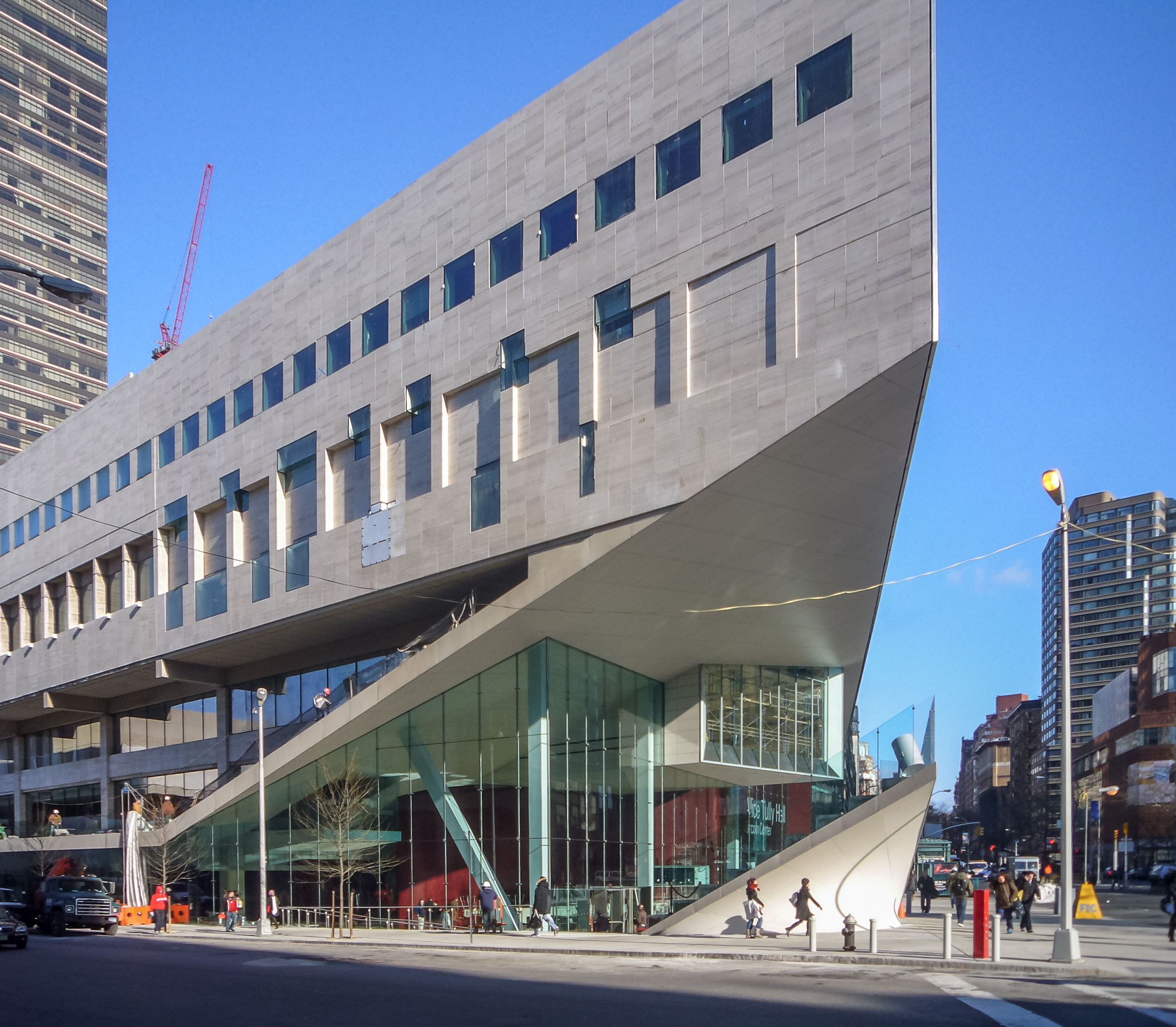
Айзек учился на актёра в Джульярдской школе в Нью-Йорке.

Айзек был непослушным ребёнком, и ему нравилось создавать неприятности в школе. «Я распылил огнетушитель в спортзале, испортил фреску, писал ругательства на всех лестницах, ведущих в библиотеку», — вспоминал он. Однажды учитель отгородил его парту от остального класса куском картона. В итоге Айзека исключили. После развода родителей он переехал со своей матерью в Палм-Бич, где поступил в государственную среднюю школу. Айзек познакомился с мальчиками, которые жили в трейлерном парке, и основал группу. Он учился музыке, играл на гитаре и продолжал снимать домашние фильмы, вдохновлённые работами Квентина Тарантино.
В 14 лет Айзек и его товарищи по группе выступили на шоу талантов с песней группы Nirvana «Rape Me» и проиграли. Айзек начал играть в ска-панк-группе The Blinking Underdogs, которая имела определённый успех, выступая на разогреве у Green Day. На прослушиваниях он использовал фамилию Айзек, чтобы избежать типажа «латиноамериканского гангстера». Он подрабатывал санитаром в больнице, в которой работал его отец. Айзек случайно познакомился с худруком театра Area Stage Джоном Родазом и получил несколько ролей в театре. После Айзек сыграл в театре GableStage в спектаклях Джозефа Адлера «Это наша юность» и «Сайдмен».
Айзек не был уверен в выборе профессии и думал вступить в морскую пехоту. Отец был против, но Айзек попросил рекрутов убедить его. Айзек сдал экзамен и хотел стать военным фотографом в резерве, но ему отказали. Вместо этого он учился исполнительским искусствам в Майами-Дейд-колледж и продолжал выступать в спектаклях. В Нью-Йорке Айзек сыграл молодого Фиделя Кастро в офф-бродвейской постановке пьесы «Когда на Кубе наступает время коктейлей» и успешно прошёл прослушивание в Джульярдскую школу. Студентом сыграл в пьесе «Мабкет» и небольшую роль в фильме «Всё о Бенджаминах». Айзек окончил Джульярд и получил степень бакалавра изящных искусств в 2005 году.

### Первые роли (2005–2010)
После окончания Джульярда Айзек продолжал писать музыку и выступал в небольших нью-йоркских клубах, а также сыграл Протея в «Двух веронцах» в Общественном театре. В 2006 году он сыграл Федерико Гарсиа Лорка в спектакле Нью-Йоркского центра «Красота отца». Дэвид Руни из журнала Variety писал, что Айзек с лёгкостью привносит ироничный юмор. В этом же году он исполнил небольшую роль в сериале «Закон и порядок: Преступное намерение» и Иосифа в библейской драме «Божественное рождение» вместе с Кейшей Касл-Хьюз. Это был первый фильм, мировая премьера которого состоялась в Ватикане. Так как Айзек рос в религиозной семье, ему было важно сделать персонажа «настолько человечным, насколько это возможно». Пытаясь лучше узнать о предыстории Иосифа, актёр прочитал книгу «Жизнь и времена Иисуса Мессии». Фильм вызвал неоднозначные отзывы и собрал в прокате 46 миллионов долларов при бюджете в 35 миллионов. Критик The Abbotsford News отмечал, что Айзек привнёс в роль новизну и уязвимость.
Айзек сыграл Ромео вместе с Лорен Эмброуз в спектакле «Ромео и Джульетта». Михаил Дэниел из The Record писал, что «убедительно молодой и неопытный» Айзек был омрачён Эмброузом, но у него была восторженная речь и страстное поведение. Большую часть 2000-х годов Айзек играл второстепенные роли в триллере «Вся жизнь перед глазами», байопике «Че», шпионском триллере «Совокупность лжи» и испанской исторической драме «Агора». Айзек был награждён премией AACTA за лучшую мужскую роль второго плана за роль Жозе Рамуша-Орты в фильме «Балибо». 
2010-е годы Айзек начал с роли злодея короля Иоанна в фильме «Робин Гуд». Готовясь к роли, он читал много книг про персонажа и делился с режиссёром Ридли Скоттом идеями о том, как правильно сыграть его. Айзеку нравилось играть злодея. Он не волновался при попытке сделать его симпатичным, что позволило раскрыть многие стороны своего персонажа. Фильм получил неоднозначные отзывы критиков и собрал 321 миллион долларов при бюджете в 200 миллионов. По мнению Р. Курта Озенлунда, Айзек умело отодвинул Рассела Кроу (Робин Гуд) на второй план, «привнеся в привычную роль невероятную злость».

### Прорыв и мировое признание (2011–2017)

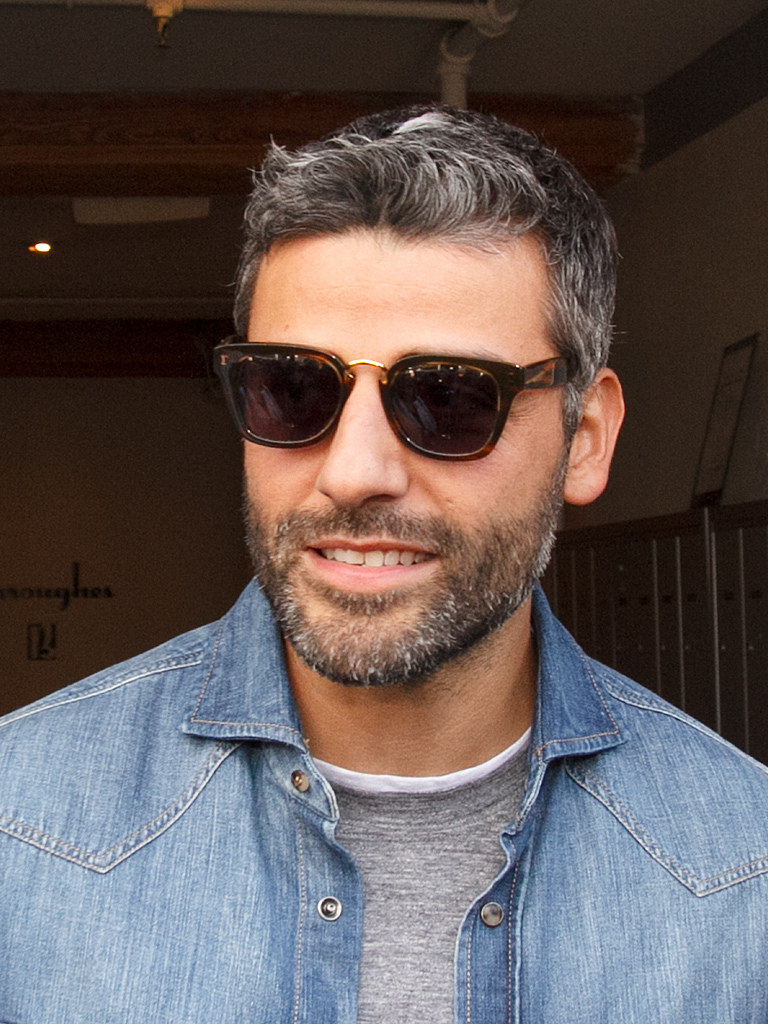
Айзек на премьере фильма «Обещание» на кинофестивале в Торонто в 2016 году

В 2011 году Айзек получил признание за несколько второстепенных ролей. Первой ролью в этом году стала роль санитара психбольницы в картине Зака Снайдера «Запрещённый приём». Айзек сыграл охранника в фильме Мадонны «МЫ. Верим в любовь». Критики разгромили ленту, а британский Vogue назвал роль «единственной ошибкой» в карьере актёра, хотя Дрю Тейлор из IndieWire считал его персонажа «одним из немногих достойных внимания аспектов» фильма. Позже Айзек сыграл музыканта в фильме «10 лет спустя», в котором актёр исполнил свою собственную песню «Never Had», и бывшего заключённого в боевике Николаса Виндинга Рефна «Драйв», получившем признание критиков. 
В 2012 году вышло четыре фильма с участием Айзека. Первым стала мексиканская эпическая историческая драма «Кристиада», в которой актёр сыграл борца за свободу. В комедийной драме «Всех порву!» Айзек сыграл двоюродного брата главного героя, а затем появился в боевике «Эволюция Борна». Изначально режиссёр Тони Гилрой хотел взять Айзека на главную роль в «Эволюции Борна», но продюсеры отказались утверждать кандидатуру неизвестного актёра. Последним фильмом 2012 года с участием Айзека стала драма об американской системе образования «Обучение полётом». В 2013 году Айзек сыграл фолк-певца в музыкальной драме братьев Коэн «Внутри Льюина Дэвиса». За роль в фильме Айзек был номинирован на премию «Золотой глобус» в категории «Лучшая мужская роль в мюзикле или комедии». Позже он сыграл Лорана Леклера в эротическом триллере «Тереза Ракен». В 2014 году Айзек появился в триллере «Двуликий Янус» вместе с Вигго Мортенсеном и Кирстен Данст в главных ролях. Он заменил Хавьера Бардема в исторической драме Джей Си Чендора «Самый жестокий год», в котором Айзек сыграл вместе с Джессикой Честейн.
В 2015 году Айзек сыграл Натана Гамлета Бейтмана, изобретателя-отшельника человекоподобного искусственного интеллекта, в научно-фантастическом фильме «Из машины». Внешность и акцент Айзек позаимствовал у режиссера Стэнли Кубрика. Также актёр вдохновился чемпионом по шахматам Робертом Фишером. «Из машины» имел коммерческий успех и успех у критиков, хваливших игру Айзека. Позже Айзек сыграл свою первую главную роль на телевидении в шестисерийном мини-сериале HBO «Покажите мне героя», в котором сыграл политика Ника Васиско. Айзеку предложили роль сразу после окончания съёмок эпической космической оперы «Звёздные войны: Пробуждение силы». Актёр согласился на участие после того, как посмотрел видеоматериалы, на которых Васиско общается с журналистами. Игра Айзека принесла ему премию «Золотой глобус» за лучшую мужскую роль в мини-сериале или телефильме и высокую оценку со стороны критиков.
Айзек сыграл пилота истребителя X-wing По Дэмерона в «Звёздных войнах: Пробуждение силы». Лента получила благоприятные отзывы и собрала в прокате 2 миллиарда долларов, став самым кассовым фильмом 2015 года. Айзек согласился сыграть главного злодея в кинокомиксе «Люди Икс: Апокалипсис». С детства он был поклонником комиксов про Людей Икс. Также в 2016 году он сыграл вместе с Шарлоттой Лебон и Кристианом Бейлом в исторической драме «Обещание» о любовном треугольнике во время геноцида армян. Примерно в конце 2016 года Исаак большую часть времени проводил в больнице во Флориде, ухаживая за своей умирающей матерью. Когда её состояние ухудшилось, он начал читать ей «Гамлета». Айзек с детства был поклонником Шекспира. Его мать умерла в феврале 2017 года и в память о ней актёр сыграл принца Гамлета в спектакле «Гамлет» в Общественном театре. Спектакль ставил Сэм Голд и шёл с июля по сентябрь 2017 года. В том же году Айзек сыграл страхового следователя в чёрной комедии «Субурбикон» по сценарию братьев Коэн. Последним фильмом 2017 года с участием Айзека стали «Звёздные войны: Последние джедаи». Изначально Джей Джей Абрамс хотел убить По Дэмерона в «Пробуждении силы», но Айзек отговорил режиссёра. «Последние джедаи» собрали 1,3 миллиарда долларов и стали самым кассовым фильмом 2017 года.

### Профессиональный рост (с 2018 года)
Айзек одновременно снимался в «Аннигиляции» и «Звёздных войнах: Последние джедаи» в павильонах одной и той же студии. Айзек дебютировал в качестве продюсера исторической драмы «Операция „Финал“», в которой сыграл израильского секретного агента Питера Малкина, поймавшего нациста Адольфа Эйхмана в 1960 году. В октябре 2018 года Айзек решил взять длительный перерыв в карьере после завершения съёмок заключительной части трилогии сиквелов «Звёздных войн» с подзаголовком «Скайуокер. Восход». Но через несколько месяцев Дени Вильнёв предложил ему сыграть герцога Лето Атрейдеса в «Дюне».  
Единственной ролью Айзека в 2020 году был добросердечный тюремщик в короткометражке «Комната писем». Также актёр выступил в качестве исполнительного продюсера. Игра Айзека в короткометражке произвела впечатление на Роктима Раджпала из Deccan Herald. В следующем году он воссоединился с Джессикой Честейн в мини-сериале «Сцены из супружеской жизни», ремейке одноимённого шведского мини-сериала Ингмара Бергмана 1973 года. Готовясь к роли, Айзек, как и Честейн, вдохновился прошлыми отношениями и браком родителей. Айзек снялся в полностью обнажённых сценах в сериале. Рецензии на шоу были положительными. Критики хвалили химию Честейн и Айзека. Актёра номинировали на «Золотой глобус», премию Гильдии киноактёров США и «Эмми» за лучшую мужскую роль в мини-сериале.

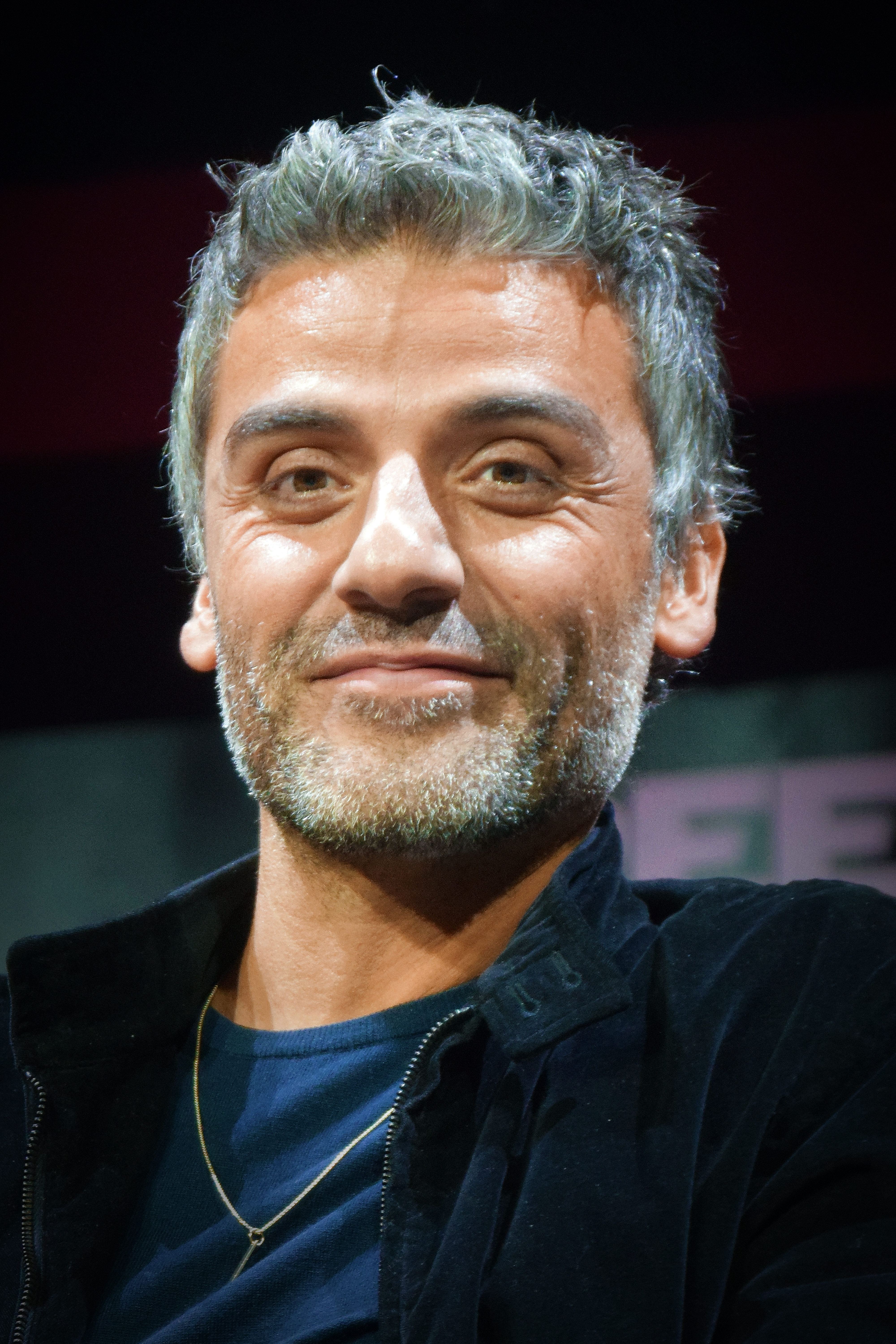
Айзек на фестивале New York Comic Con в 2022 году

Айзек пытался избежать «хромакейной инопланетной среды» и сыграл ветерана азартных игр Уильяма Телля в криминальной драме Пола Шредера «Холодный расчёт». Айзек прошёл курсы по каллиграфии, ведь его герой каждую ночь ведёт записи в своём дневнике. Чтобы изобразить военный опыт Телля, актёр вдохновился временами, когда он стал выпускником средней школы вместе со своим другом хотел поступить на службу в морскую пехоту. Ближе к завершению съёмок их приостановили из-за пандемии COVID-19. Критики похвалили ленту и игру Айзека. Эрик Кон из IndieWire назвал его роль лучшей в карьере актёра. По мнению Джастина Чанга из NPR, Айзек привнёс в роль своё хитрое и проникновенное обаяние. Картина принесла актёру номинацию на премию Лондонской ассоциации кинокритиков в категории «Актёр года». Айзек вернулся к озвучке Гомеса Аддамса во второй части «Семейки Аддамс». В экранизации романа Фрэнка Герберта 1965 года «Дюна» Айзек сыграл отца Пола Атрейдеса (Тимоти Шаламе). Премьера картины состоялась на 78-м Венецианском международном кинофестивале. Фильм вызвал неоднозначные отзывы и получил 10 номинаций на «Оскар». При бюджете в 165 миллионов долларов лента собрала свыше 400 миллионов. 
Айзек начал 2022 год с чёрной комедии «Большой золотой слиток» в эпизодической роли, которую Ник Шагер из Variety назвал «неожиданной». В сериале «Лунный рыцарь», ставшем частью кинематографической вселенной Marvel, Айзек сыграл супергероя, человека с диссоциативным расстройством идентичности (ДРИ), являющегося аватаром египетского бога луны Хоншу. Актёр сыграл Марка Спектора / Лунного рыцаря, Стивена Гранта / Мистера Найта и Джейка Локли. Также Айзек выступил исполнительным продюсером шоу, основанного на одноимённом комиксе Marvel. Изначально актёр не хотел присоединяться к другой франшизе после «Звёздных войн». Перед подписанием контракта он несколько раз общался с главой Marvel Studios Кевином Файги. Персонаж привлёк Айзека своим сложным складом ума. Актёр считал воплощение каждого альтер-эго сложной технической задачей, требующей много усилий. Айзек прочитал книгу Роберта Б. Окснэма «Раздробленный разум» в попытке больше узнать про ДРИ. Чтобы различать трёх персонажей, актёр дал им разные национальности. Например, он сделал Стивена Гранта англичанином. На создание английского акцента персонажа Айзек вдохновился комиками Карлом Пилкингтоном (из британского ситкома «Путешествие с чудаком») и Питером Селлерсом. Джейк Локли стал говорить по-испански, ведь Айзек хотел включить в персонажа аспект своей личной жизни. «Лунный рыцарь» был хорошо встречен критиками. В рецензии на пятый эпизод Мэтт Фаулер из IGN отметил динамичное и ослепительное исполнение Айзеком ролей двух разных персонажей Марка Спектора и Стивена Гранта. Актёра номинировали на MTV Movie Award в категории «Лучший герой».
В 2023 году Айзек исполнил главную роль в возрождённом спектакле Лоррейн Хэнсберри «Плакат в окне Сиднея Брустайна» вместе с Рэйчел Броснахэн. Изначально постановка проходила в Бруклинской музыкальной академии, но позже её перенесли на Бродвей. В том же году Айзек озвучил Человека-паука 2099 в компьютерном анимационном фильме «Человек-паук: Паутина вселенных». Картина вызвала признание критиков и имела успех в прокате. Майя Филлипс из The New York Times пришла к выводу, что Айзек отлично вписался в роль немного расстроенного и серьёзного Человека-паука.
Следующим проектом с участием Айзека должна стать драма Джулиана Шнабеля «В руке Данте», основанная на одноимённом романе Ника Тошеса. Также актёр вернётся к озвучке «Человека-паука: За пределами вселенных» и сыграет Виктора Франкенштейна в хорроре Гильермо дель Торо «Франкенштейн». 

## Оценки творчества и актёрский почерк
Пресса прозвала Айзека «парнем Интернета». Сам актёр скептически отнёсся к прозвищу. Гермиона Хоби из The Guardian отметил энергию и хорошее чувство юмора Айзека. Мелани Хаупт из The Austin Chronicle описала его как «вежливого, профессионального, спокойного человека». Театрального режиссёра Джозефа Адлера впечатлила дисциплина, профессионализм и невероятный интеллект Айзека. «В жизни Оскар Айзек обладает спокойной харизмой», — писал Ник Левин из NME.

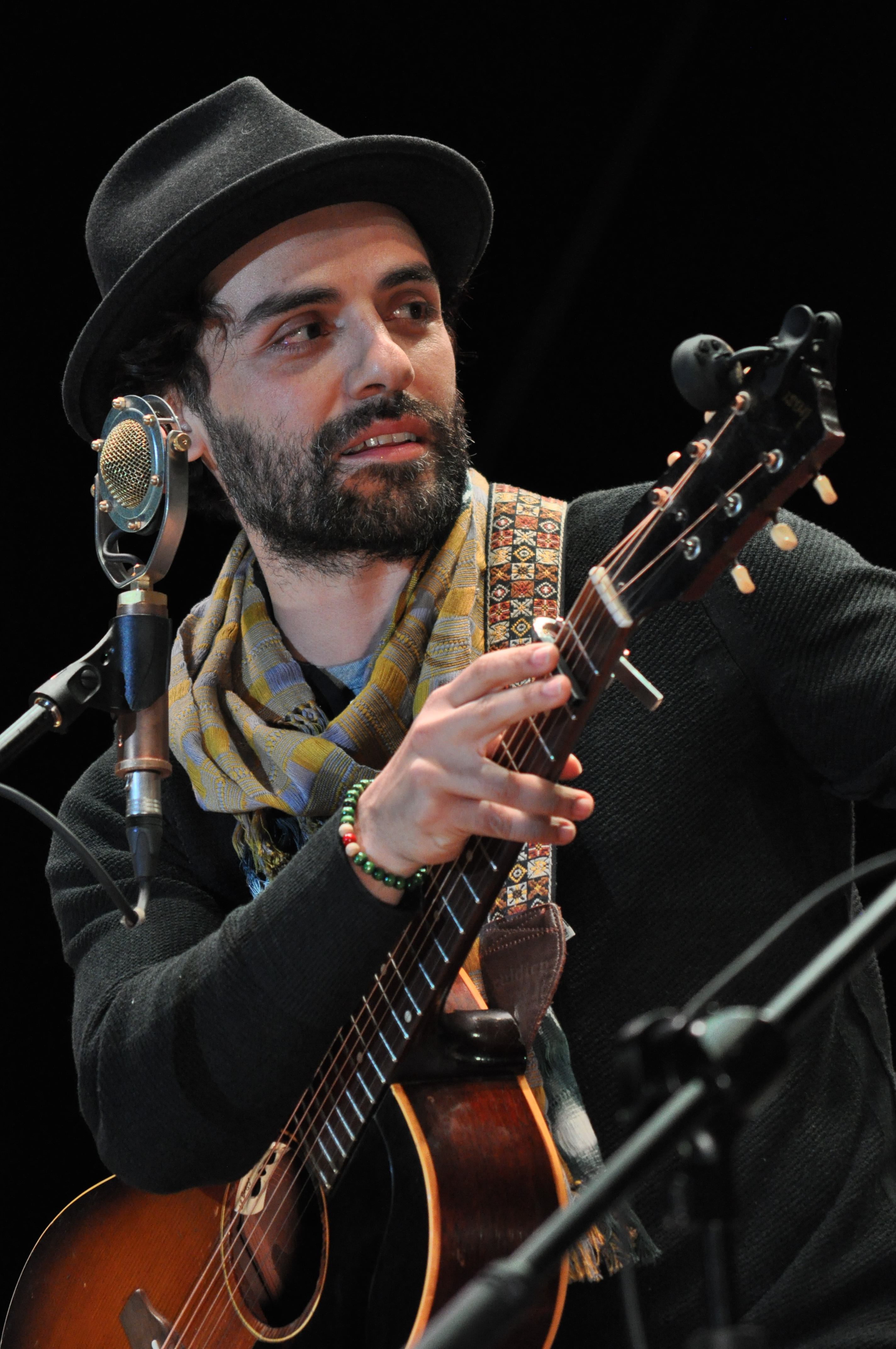
Айзек играет на гитаре во время концерта в 2015 году

В 2016 году журнал Time включил Айзека в список 100 самых влиятельных людей мира. В 2017 году главный критик издания Vanity Fair Ричард Лоусон признал Айзека «лучшим актёром своего поколения». В этом же году Миранда Коллиндж из Esquire назвала Айзека выдающимся актёром своего поколения. В 2020 году The New York Times поставила его на 14-е место в списке 25 величайших актёров 21-го века. Режиссёр «Двух лик января» Хуссейн Амини отметил умение Айзека невероятно быстро вносить мельчайшие изменения в образ персонажа, не раскрывая ни единого элемента процесса.
Бретт Мартин из GQ отметил, что самые запоминающиеся персонажи Айзека олицетворяют угрозу и одиночества. Актёр приписал себе успех серией блистательных, но мрачно своеобразных ролей («Внутри Льюина Дэвиса» и «Самый жестокий год»). Сам Айзек отмечал в своих персонажах «чувство меланхолии, гнева, отстранённости». Мэдисон Диас из Comic Book Resources похвалила Азйека за склонность создавать серьёзных и комплексных персонажей и глубоко погружаться в их сложное прошлое.
На протяжении всей своей карьеры Айзек отказывался играть однотипные роли. Актёр известен своей многосторонностью.

## Личная жизнь
Айзек равнодушно относится к своему статусу звезды и остаётся близок со своей семьёй. По информации газеты New York Daily News, актёр был помолвлен с Марией Мирандой в 2007 году. В 2012 году Айзек познакомился с датским кинорежиссёром Эльвирой Линд и женился на ней в 2017 году. У пары двое сыновей: Юджин (родился в 2017 году) и Мадс (родился в 2019 году). Айзек проживает в Уильямсберге (Бруклин).

## Фильмография
| Год       |     | Русское название                      | Оригинальное название               | Роль                              |
| --------- | --- | ------------------------------------- | ----------------------------------- | --------------------------------- |
| 2002      | ф   | Всё о Бенджаминах                     | All About the Benjamins             | Франческо                         |
| 2006      | ф   | Плутоний-239 (фильм)                  | Pu-239                              | Шив                               |
| 2006      | с   | Закон и порядок: Преступное намерение | Law & Order: Criminal Intent        | Робби Полсон                      |
| 2006      | ф   | Божественное рождение                 | The Nativity Story                  | Иосиф                             |
| 2007      | ф   | Вся жизнь перед глазами               | The Life Before Her Eyes            | Маркус                            |
| 2008      | ф   | Че                                    | Che: Part One                       | переводчик                        |
| 2008      | ф   | Совокупность лжи                      | Body of Lies                        | Бассам                            |
| 2009      | ф   | Агора                                 | Ágora                               | Орест                             |
| 2009      | ф   | Балибо                                | Balibo                              | Жозе Рамуш-Орта                   |
| 2010      | ф   | Робин Гуд                             | Robin Hood                          | король Иоанн                      |
| 2011      | ф   | Запрещённый приём                     | Sucker Punch                        | Блу Джонс                         |
| 2011      | ф   | Драйв                                 | Drive                               | Стандард Габриэль                 |
| 2011      | ф   | МЫ. Верим в любовь                    | W.E.                                | Евгений Колпаков                  |
| 2011      | ф   | 10 лет спустя                         | 10 Years                            | Ривс                              |
| 2012      | ф   | Кристиада                             | For Greater Glory                   | Викториано «эль Каторсе» Рамирес  |
| 2012      | ф   | Эволюция Борна                        | The Bourne Legacy                   | Ауткам #3                         |
| 2013      | ф   | Внутри Льюина Дэвиса                  | Inside Llewyn Davis                 | Льюин Дэвис                       |
| 2013      | ф   | Тереза Ракен                          | In Secret                           | Лоран Леклер                      |
| 2014      | ф   | Двуликий Янус                         | The Two Faces of January            | Райдел                            |
| 2014      | кор | Тики-таки                             | Ticky Tacky                         | Люсьен                            |
| 2014      | ф   | Самый жестокий год                    | A Most Violent Year                 | Абель Моралес                     |
| 2015      | ф   | Мохаве                                | Mojave                              | Джек                              |
| 2015      | ф   | Звёздные войны: Пробуждение силы      | Star Wars: The Force Awakens        | По Дэмерон                        |
| 2015      | ф   | Из машины                             | Ex Machina                          | Нейтан                            |
| 2015      | мтф | Покажите мне героя                    | Show Me a Hero                      | Ник Васиско                       |
| 2016      | ф   | Обещание                              | The Promise                         | Микаель Богосян                   |
| 2016      | ф   | Люди Икс: Апокалипсис                 | X-Men: Apocalypse                   | Эн Сабах Нур / Апокалипсис        |
| 2017      | ф   | Звёздные войны: Последние джедаи      | Star Wars. The Last Jedi            | По Дэмерон                        |
| 2017      | ф   | Субурбикон                            | Suburbicon                          | Бад Купер                         |
| 2018      | ф   | Аннигиляция                           | Annihilation                        | Кейн                              |
| 2018      | ф   | Операция «Финал»                      | Operation Finale                    | Питер Малкин                      |
| 2018—2019 | мс  | Звёздные войны: Сопротивление         | Star Wars Resistance                | По Дэмерон                        |
| 2018      | ф   | Ван Гог. На пороге вечности           | At Eternity's Gate                  | Поль Гоген                        |
| 2018      | ф   | Сама жизнь                            | Life Itself                         | Уилл Демпси                       |
| 2018      | мф  | Человек-паук: Через вселенные         | Spider-Man: Into the Spider-Verse   | Мигель О’Хара / Человек-паук 2099 |
| 2019      | ф   | Тройная граница                       | Triple Frontier                     | Сантьяго «Папа» Гарсия            |
| 2019      | мф  | Семейка Аддамс                        | The Addams Family                   | Гомес Аддамс                      |
| 2019      | ф   | Звёздные войны: Скайуокер. Восход     | Star Wars: The Rise of Skywalker    | По Дэмерон                        |
| 2021      | ф   | Холодный расчёт                       | Card Counter                        | Уильям Телл                       |
| 2021      | мф  | Семейка Аддамс: Горящий тур           | The Addams Family 2                 | Гомес Аддамс                      |
| 2021      | ф   | Дюна                                  | Dune                                | Лето Атрейдес                     |
| 2021      | с   | Сцены из супружеской жизни            | Scenes from a Marriage              | Джонатан Леви                     |
| 2022      | ф   | Большой золотой слиток                | Big Gold Brick                      | Анселм Фогельвайд                 |
| 2022      | с   | Лунный рыцарь                         | Moon Knight                         | Марк Спектор / Лунный рыцарь      |
| 2022      | ф   | Фрэнсис и Крёстный отец               | Francis and the Godfather           | Фрэнсис Форд Коппола              |
| 2023      | мф  | Человек-паук: Паутина вселенных       | Spider-Man: Across the Spider-Verse | Мигель О’Хара / Человек-паук 2099 |
| 2025      | ф   | Франкенштейн                          | Frankenstein                        | Виктор Франкенштейн               |
| 2025      | ф   | В руке Данте                          | In the Hand of Dante                | Данте Алигьери                    |